# Aeranthes
Die Gattung Aeranthes aus der Familie der Orchideen (Orchidaceae) besteht aus etwa 44 Arten. Die Pflanzen wachsen meist epiphytisch, sie kommen hauptsächlich auf Madagaskar vor. Gelegentlich werden sie als Zierpflanzen kultiviert, sie bringen überwiegend grünlich gefärbte Blüten hervor.

## Beschreibung
Die Aeranthes-Arten besitzen eine monopodial wachsende, selten verzweigte Sprossachse. Diese ist stark gestaucht, die Abstände zwischen den Internodien sind kurz. Im unteren Bereich finden sich lange, von Velamen umhüllte Luftwurzeln. Die Blätter sitzen zweizeilig am Spross und sind von diesem durch ein Trenngewebe abgesetzt. Der Blattgrund umfasst den Spross so, dass dieser vollständig von den Blattbasen verhüllt wird. Sie entfalten sich conduplikat, die Mittelrippe tritt deutlich hervor. Die Form der Blätter reicht von linealisch bis zu länglich-oval. Die Blattspitze ist eingezogen, so dass zwei deutlich ungleich große, abgerundete Lappen entstehen.
Die resupinierten Blüten stehen einzeln oder zu wenigen zusammen an langen, dünnen, meist herabhängenden traubigen oder wenig verzweigten Blütenständen. Zwischen den einzelnen Blüten eines Blütenstands liegt oft ein großer Abstand, vielfach blühen sie auch nacheinander auf. Häufig sind die Blütenblätter dünn und durchscheinend. Die vorherrschende Blütenfarbe ist grün, von dunkelgrün bis grünlich-weiß, einige Arten blühen auch gelblich oder weiß. Die Blütenblätter sind nicht miteinander verwachsen, sie enden oft in lang ausgezogenen Zipfeln. Die Säule ist über die Ansatzstelle am Fruchtknoten hinaus in einen Säulenfuß verlängert, der den Sporn bildet. Die seitlichen Sepalen setzen oberhalb des Sporneingangs am Säulenfuß an, die ungelappte Lippe entspringt dem vorderen unteren Ende des Sporns. Die Säule trägt auf der Unterseite die etwas eingesenkte Narbe und am Ende das Staubblatt. Das Trenngewebe zwischen Narbe und Staubblatt (Rostellum) ist dreiteilig, wobei die beiden seitlichen Zähnchen länger als der mittlere Lapen sind. Die beiden Pollinien sind über je ein Stielchen mit je einer Klebscheibe (Viscidium) verbunden.

## Verbreitung
Die Arten der Gattung Aeranthes sind vor allem in Madagaskar verbreitet. Ebenso kommen sie auf den Komoren, auf Réunion und Mauritius vor. Aeranthes africana und Aeranthes parkesii sind nur aus Simbabwe bekannt.

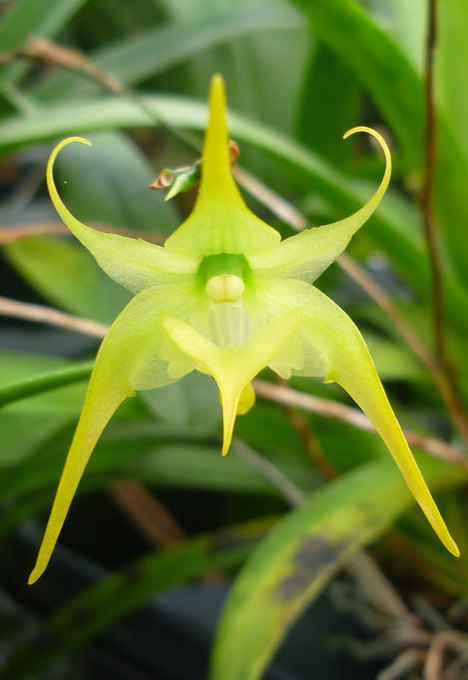
Aeranthes arachnites

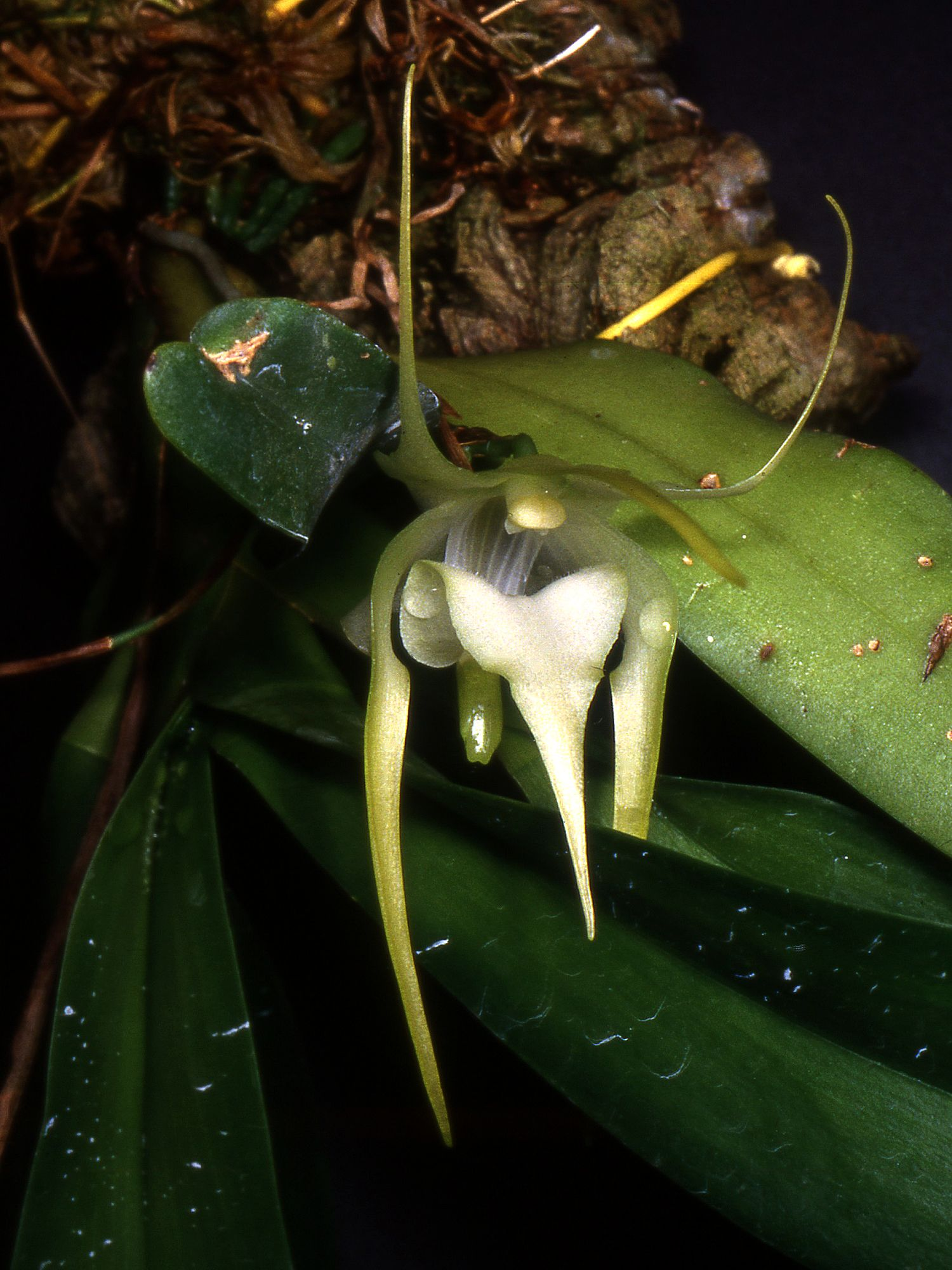
Aeranthes grandiflora

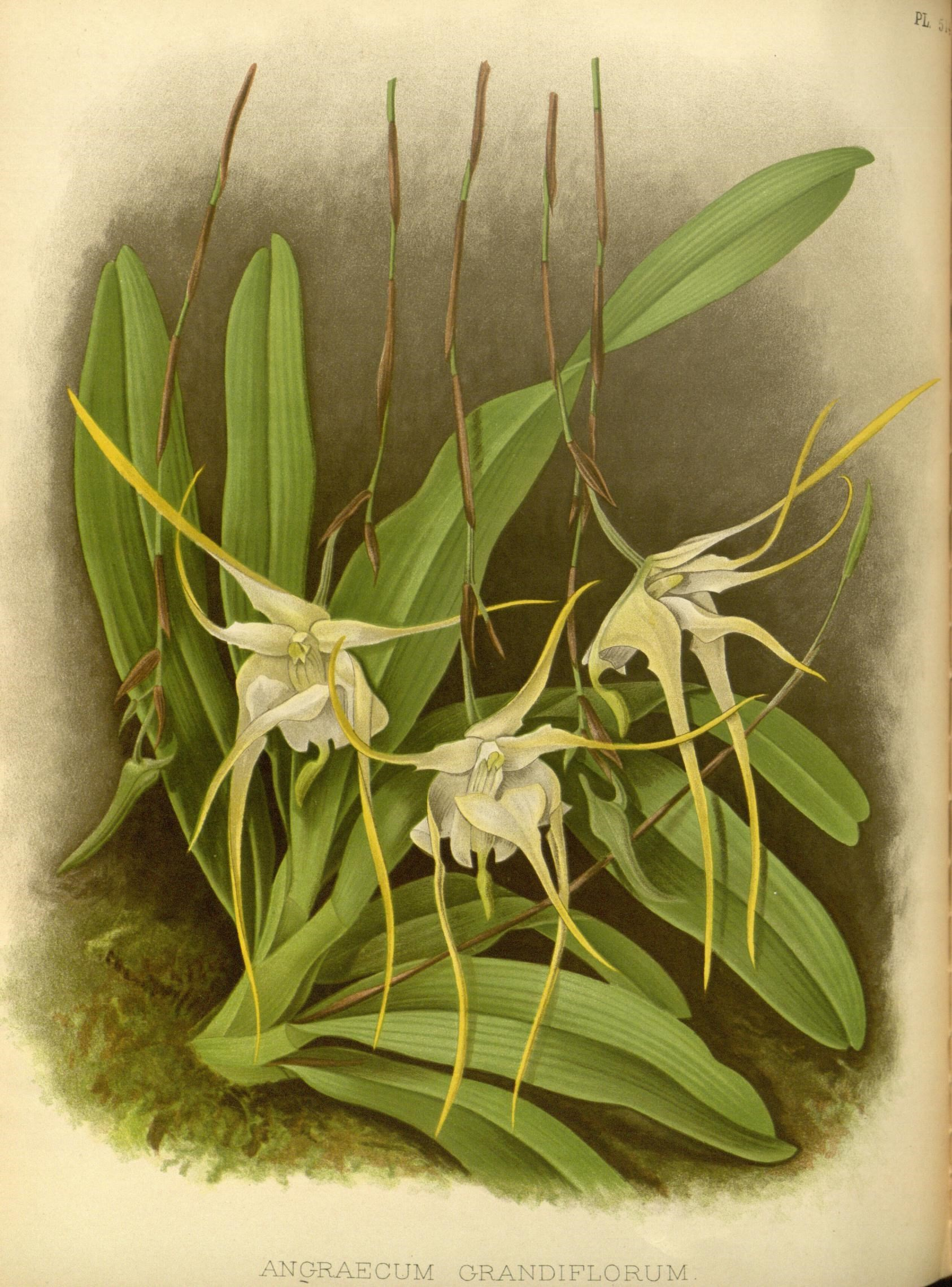
Illustration von Aeranthes grandiflora

## Systematik und botanische Geschichte
Die Gattung Aeranthes wurde 1824 von John Lindley aufgestellt. Die beiden ersten ihm bekannten Arten waren Aeranthes grandiflora und Aeranthes arachnitis. Er bildete den Namen Aeranthes aus den griechischen Worten „aer“ für „Luft“ und „anthos“, „Blüte“. Gelegentlich ist auch die Schreibweise Aëranthes zu sehen. Sie zählt zur Tribus Vandeae und dort in der Subtribus Angraecinae.
Folgende Arten werden zur Gattung Aeranthes gezählt:
- Aeranthes adenopoda H.Perrier: Südöstliche Réunion, östlich-zentrales Madagaskar
- Aeranthes aemula Schltr.: Nördliches und östlich-zentrales Madagaskar
- Aeranthes africana J.Stewart: Simbabwe
- Aeranthes albidiflora Toill.-Gen., Ursch & Bosser: Zentrales und südöstliches Madagaskar
- Aeranthes ambrensis Toill.-Gen., Ursch & Bosser: Nördliches Madagaskar
- Aeranthes angustidens H.Perrier: Zentrales und östliches Madagaskar
- Aeranthes antennophora H.Perrier: Nördliches und zentral-östliches Madagaskar
- Aeranthes arachnites (Thouars) Lindl.: Maskarenen
- Aeranthes bathieana Schltr.: Zentrales Madagaskar
- Aeranthes campbelliae Hermans & Bosser: Komoren
- Aeranthes carnosa Toill.-Gen., Ursch & Bosser: Nordöstliches Madagaskar
- Aeranthes caudata Rolfe: Madagaskar, Komoren
- Aeranthes crassifolia Schltr.: Nördliches Madagaskar
- Aeranthes denticulata Toill.-Gen., Ursch & Bosser: Zentral-östliches Madagaskar
- Aeranthes dentiens Rchb.f.: Madagaskar und Komoren
- Aeranthes ecalcarata H.Perrier: Nördliches und zentrales Madagaskar
- Aeranthes filipes Schltr.: Nördliches und östliches Madagaskar
- Aeranthes grandiflora Lindl.: Nördliches und östliches Madagaskar, Komoren
- Aeranthes hermannii Frapp. ex Cordem.: Réunion
- Aeranthes laxiflora Schltr.: Zentrales und südlich-zentrales Madagaskar
- Aeranthes leandriana Bosser: Zentrales Madagaskar
- Aeranthes moratii Bosser: Nördliches Madagaskar
- Aeranthes multinodis Bosser: Zentrales Madagaskar
- Aeranthes neoperrieri Toill.-Gen., Ursch & Bosser: Ostnordöstliches Madagaskar
- Aeranthes nidus Schltr.: Nördliches und zentrales Madagaskar
- Aeranthes orophila Toill.-Gen.: Nördliches und zentrales Madagaskar
- Aeranthes orthopoda Toill.-Gen., Ursch & Bosser: Zentrales Madagaskar
- Aeranthes parkesii G.Will.: Simbabwe
- Aeranthes parvula Schltr: Nördliches Madagaskar
- Aeranthes peyrotii Bosser: Nördliches und nordöstliches Madagaskar
- Aeranthes polyanthemus Ridl.: Östlich-zentrales Madagaskar
- Aeranthes ramosa Rolfe: Nördlich-zentrales und zentrales Madagaskar
- Aeranthes robusta Senghas: Östlich-zentrales Madagaskar
- Aeranthes sambiranoensis Schltr.: Nördliches Madagaskar
- Aeranthes schlechteri Bosser: Nördliches und westliches Madagaskar
- Aeranthes setiformis Garay: Zentrales Madagaskar
- Aeranthes setipes Schltr.: Nördliches Madagaskar
- Aeranthes strangulata Frapp. ex Cordem.: Zentrales Madagaskar und Réunion
- Aeranthes subramosa Garay: Nördliches Madagaskar
- Aeranthes tenella Bosser: Nordöstliches Madagaskar und Réunion. Mit zwei Varietäten.[1]
- Aeranthes tricalcarata H.Perrier: Südöstliches Madagaskar
- Aeranthes tropophila Bosser: Westliches und nördliches Madagaskar
- Aeranthes unciformis P.J.Cribb & Nusb.: Madagaskar
- Aeranthes virginalis D.L.Roberts: Komoren.

Nicht mehr zu dieser Gattung wird gerechnet:
- Aeranthes henrici Schltr. => Erasanthe henrici (Schltr.) P.J.Cribb, Hermans & D.L.Roberts

## Kultur
Einige Arten sind gelegentlich in Kultur als Zierpflanzen. Bei üblichen Bedingungen für epiphytische Orchideen sind sie leicht zu halten. Die meisten Arten sind an schattige, luftfeuchte Standorte angepasst. Aufgrund der herabhängenden Blütenstände ist ein erhöhter Stand oder die Kultur in hängenden Gefäßen nötig.